# Pseudomarsupidium aureocinctum
Pseudomarsupidium aureocinctum är en bladmossart som först beskrevs av Rudolf Mathias Schuster, och fick sitt nu gällande namn av J.J.Engel. Pseudomarsupidium aureocinctum ingår i släktet Pseudomarsupidium och familjen Adelanthaceae. Inga underarter finns listade i Catalogue of Life.